# جام اینترتوتو ۲۰۰۲
جام اینترتوتو ۲۰۰۲، هشتمین دوره از رقابت‌های فوتبال جام اینترتوتو بود که زیر نظر یوفا برگزار می‌شد. در بازی‌های نهایی سه تیم مالاگا، فولام و اشتوتگارت به پیروزی رسیدند و جواز حضور در مسابقات جام یوفا را بدست آوردند.

## دور اول
| تیم ۱                   | نتیجه‌نهایی | تیم ۲             | بازی رفت | بازی برگشت |
| ----------------------- | ---------- | ----------------- | -------- | ---------- |
| رییکا                   | ۳–۳(گ.ز.)  | سنت پاتریک اتلتیک | ۳–۲      | ۰–۱        |
| لوکرن                   | ۵–۴        | WIT Georgia       | ۳–۱      | ۲–۳        |
| سانتا کلارا             | ۵–۳        | شیراک             | ۲–۰      | ۳–۳        |
| باته بوریسف             | ۳–۰        | AB                | ۱–۰      | ۲–۰        |
| Obilić                  | ۲–۳        | هاکا              | ۱–۲      | ۱–۱        |
| زوریخ                   | ۸–۲        | Brotnjo           | ۷–۰      | ۱–۲        |
| گلوریا بیستریتسا        | ۲–۰        | اونیون لوکزامبورگ | ۲–۰      | ۰–۰        |
| ترنچین                  | ۳–۶        | اسلاون بلوپو      | ۳–۱      | ۰–۵        |
| Constructorul Cioburciu | ۰–۴        | Synot             | ۰–۰      | ۰–۴        |
| هلسینگبورگس             | ۱–۰        | کوپر              | ۱–۰      | ۰–۰        |
| بوداپست هونود           | ۰–۱        | ژالگیریس          | ۰–۱      | ۰–۰        |
| سنت گالن                | ۱۱–۱       | B68 Toftir        | ۵–۱      | ۶–۰        |
| زاگوئبیه لوبین          | ۱–۲        | دینابورگ          | ۱–۱      | ۰–۱        |
| برنو                    | ۱–۶        | اشدود             | ۰–۵      | ۱–۱        |
| انوسیس نئون پارالیمنی   | ۱–۵        | برگنتس            | ۰–۲      | ۱–۳        |
| لیریا                   | ۲–۴        | لوادیا            | ۰–۳      | ۲–۱        |
| والتا                   | ۱–۲        | تئوتا             | ۱–۲      | ۰–۰        |
| کولرین                  | ۷–۲        | سنت حولیا         | ۵–۰      | ۲–۲        |
| مارِک                    | ۳–۱        | کارسوس            | ۲–۰      | ۱–۱        |
| Cementarnica 55         | ۳–۴        | اف اچ             | ۱–۳      | ۲–۱        |

## دور دوم
| تیم ۱            | نتیجه‌نهایی | تیم ۲             | بازی رفت | بازی برگشت |
| ---------------- | ---------- | ----------------- | -------- | ---------- |
| اسلاون بلوپو     | ۳–۰        | بلننسس            | ۲–۰      | ۱–۰        |
| کولرین           | ۲–۴        | تروا              | ۱–۲      | ۱–۲        |
| مونیخ ۱۸۶۰       | ۰–۵        | باته بوریسف       | ۰–۱      | ۰–۴        |
| ویارئال          | ۴–۲        | اف اچ             | ۲–۰      | ۲–۲        |
| فولام            | ۱–۱(گ.ز.)  | هاکا              | ۰–۰      | ۱–۱        |
| سوشو             | ۴–۱        | ژالگیریس          | ۲–۰      | ۲–۱        |
| خنت              | ۳–۳(گ.ز.)  | سنت پاتریک اتلتیک | ۲–۰      | ۱–۳        |
| اشتوتگارت        | ۳–۰        | لوکرن             | ۲–۰      | ۱–۰        |
| تورینو           | ۲–۱        | برگنتس            | ۱–۰      | ۱–۱        |
| کریلیا سووتوف    | ۴–۰        | دینابورگ          | ۳–۰      | ۱–۰        |
| تپلیس            | ۹–۲        | سانتا کلارا       | ۵–۱      | ۴–۱        |
| ویلم دوم         | ۲–۱        | سنت گالن          | ۱–۰      | ۱–۱(و.ا.)  |
| زوریخ            | ۱–۰        | لوادیا تالین      | ۱–۰      | ۰–۰        |
| Synot            | ۴–۲        | هلسینگبورگس       | ۴–۰      | ۰–۲        |
| گلوریا بیستریتسا | ۳–۱        | تئوتا             | ۳–۰      | ۰–۱        |
| اشدود            | ۱–۲        | مارِک              | ۱–۱      | ۰–۱        |

## دور سوم
| تیم ۱                  | نتیجه‌نهایی   | تیم ۲        | بازی رفت | بازی برگشت |
| ---------------------- | ------------ | ------------ | -------- | ---------- |
| کریلیا سووتوف          | ۳–۳(گ.ز.)    | ویلم دوم     | ۳–۱      | ۰–۲        |
| باشگاه فوتبال ناک بردا | ۱–۱(گ.ز.)    | تروا         | ۱–۱      | ۰–۰        |
| اشتوتگارت              | ۴–۳          | پروجا        | ۳–۱      | ۱–۲        |
| فولام                  | ۲–۱          | ایگالئو      | ۱–۰      | ۱–۱        |
| گلوریا بیستریتسا       | ۰–۳          | لیل          | ۰–۲      | ۰–۱        |
| کایزرسلاوترن           | ۲–۵          | تپلیس        | ۲–۱      | ۰–۴        |
| بولونیا                | ۲–۰          | باته بوریسف  | ۲–۰      | ۰–۰        |
| مالاگا                 | ۴–۱          | خنت          | ۳–۰      | ۱–۱        |
| مارِک                   | ۱–۶          | اسلاون بلوپو | ۰–۳      | ۱–۳        |
| Synot                  | ۰–۳          | سوشو         | ۰–۳      | ۰–۰        |
| تورینو                 | ۲–۲ (۳–۴ پ.) | ویارئال      | ۲–۰      | ۰–۲        |
| زوریخ                  | ۲–۳          | استون ویلا   | ۲–۰      | ۰–۳        |

## نیمه نهایی
| تیم ۱     | نتیجه‌نهایی | تیم ۲        | بازی رفت | بازی برگشت |
| --------- | ---------- | ------------ | -------- | ---------- |
| فولام     | ۳–۰        | سوشو         | ۱–۰      | ۲–۰        |
| لیل       | ۳–۱        | استون ویلا   | ۱–۱      | ۲–۰        |
| اشتوتگارت | ۳–۱        | اسلاون بلوپو | ۲–۱      | ۱–۰        |
| ویارئال   | ۳–۰        | تروا         | ۰–۰      | ۳–۰        |
| مالاگا    | ۳–۱        | ویلم دوم     | ۲–۱      | ۱–۰        |
| بولونیا   | ۸–۲        | تپلیس        | ۵–۱      | ۳–۱        |

## فینال‌ها
| تیم ۱   | نتیجه‌نهایی | تیم ۲     | بازی رفت | بازی برگشت |
| ------- | ---------- | --------- | -------- | ---------- |
| ویارئال | ۱–۲        | مالاگا    | ۰–۱      | ۱–۱        |
| بولونیا | ۳–۵        | فولام     | ۲–۲      | ۱–۳        |
| لیل     | ۱–۲        | اشتوتگارت | ۱–۰      | ۰–۲        |

### دور رفت
| لیل        | ۱–۰   | اشتوتگارت |
| ---------- | ----- | --------- |
| Bonnal ۲۰' | گزارش |           |

| بولونیا                    | ۲–۲   | فولام                        |
| -------------------------- | ----- | ---------------------------- |
| سینیوری ۵۳' (پ.)، ۷۶' (پ.) | گزارش | ایناموتو ۶۳' · Legwinski ۸۷' |

| ویارئال | ۰–۱   | مالاگا         |
| ------- | ----- | -------------- |
|         | گزارش | García León ۸' |

### دور برگشت
| اشتوتگارت                     | ۲–۰   | لیل |
| ----------------------------- | ----- | --- |
| بالاکوف ۸۱' · چیرو ۸۸' (گ.خ.) | گزارش |     |

اشتوتگارت در مجموع ۲–۱ برنده شد.
| فولام                  | ۳–۱   | بولونیا     |
| ---------------------- | ----- | ----------- |
| ایناموتو ۱۲'، ۴۷'، ۵۰' | گزارش | لوکاتلی ۳۴' |

فولام در مجموع ۵–۳ برنده شد.
| مالاگا     | ۱–۱   | ویارئال    |
| ---------- | ----- | ---------- |
| Roteta ۳۲' | گزارش | Aranda ۶۵' |

مالاگا در مجموع ۲–۱ برنده شد.